# Bucculatrix luteella
Bucculatrix luteella är en fjärilsart som beskrevs av Victor Toucey Chambers 1873. Bucculatrix luteella ingår i släktet Bucculatrix och familjen kronmalar. Inga underarter finns listade i Catalogue of Life.